# Carl Johann Maximowicz
Carl Johann Maximowicz (o Karl Ivanovich Maximowicz) ( 1827, Tula, Rusia - 1891, San Petersburgo) fue un botánico ruso .
Ahijado de Alexander von Bunge (1803-1890), estudia en Dorpat y comienza en 1852 a trabajar en los jardines botánicos de San Petersburgo como curador del herbario. Dirige esa institución en 1869.
Entre 1853 y 1857, viaja con un compatriota Leopold Ivanovich von Schrenck (1826-1894) por la región del río Amur. Visita también China, Corea, Japón entre 1859 y 1864. Se consagra particularmente a la flora nipona, siguiendo las acciones de Carl Peter Thunberg (1743-1828) y de Philipp Franz von Siebold (1796-1866).
En Japón, es asistido por Sukawa Chonosuke; Maximowicz le dedica muchas especies como Trillium tschonoskii de la familia de las Trilliaceae.
Maximowick se aplica al estudio de las floras de las regiones que visita y describe numerosas especies nuevas. Se interesa igualmente por la flora de Tíbet y observa que está principalmente compuesta de plantas de Mongolia y del Himalaya.
Comisionado por la Academia de Ciencias de Rusia, adquiere de la viuda de von Siebold, su colección de nueve volúmenes, con las famosas ilustracifamosas  botánicas realizadas por artistas japoneses.

## Lista parcial de obras
- Rhamneae orientali-asiaticae. 1866
- Rhododendrae Asia Orientalis. 1870
- Monograph on genus Lespedeza. 1873
- Enumeratio plantarum hucusque in Mongolia : nec non adjacente parte Turkestaniae Sinensis lectarum. 1889
- Flora Tangutica : sive enumeratio plantarum regionis Tangut (AMDO) provinciae Kansu, nec non Tibetiae praesertim orientaliborealis atque tsaidam : ex collectionibus N.M. Przewalski atque G.N. Potanin. 1889
- Diagnoses plantarum novarum asiaticarum. VI
- Primitae Florae Amurensis (Flora de la región de Amur). En: Bulletin de L’Académie Impériale des Sciences de St. Petersbourg. 1859

## Honores
- Acer maximowiczianum: China & Japón
- Atriplex maximowicziana
- Betula maximowicziana: Japón
- Crataegus maximowiczii Schneid.
- Kalopanax pictus var maximowiczii: China, Manchuria, Corea, Japón 1865
- Lilium leichtlinii Hooker f. var. maximowiczii (Regel) Baker: (también nombrada por el botánico Max Leichtlin)
- Picea maximowiczii: Japón
- Populus maximowiczii
- Microtus maximowiczii

## Fuente
- Traducción de los artículos de las lenguas inglesa y francesa de Wikipedia.

- La abreviatura «Maxim.» se emplea para indicar a Carl Johann Maximowicz como autoridad en la descripción y clasificación científica de los vegetales.[1]